# Dalías
Dalías község Spanyolországban, Almería tartományban. Lakosainak száma 4169 fő (2024).

## Földrajza
Dalías Almócita, Padules, Canjáyar, Felix, Vícar, El Ejido, Berja, Fondón és Balanegra községekkel határos.

## Népesség
A település lakosságának változását az alábbi diagram mutatja:
| Lakosok száma | 3679 | 3675 | 3807 | 3958 | 3991 | 3979 | 3978 | 4006 | 4102 | 4169 |
|               | 2001 | 2004 | 2006 | 2009 | 2011 | 2014 | 2016 | 2019 | 2021 | 2024 |